# Мелешковка
Мелешковка (укр. Мелешківка) — село,
Червонослободский сельский совет,
Недригайловский район,
Сумская область,
Украина.
Код КОАТУУ — 5923587203. Население по переписи 2001 года составляло 188 человек. Население по данным 2020 года составляло 105 человек.

## Географическое положение
Село Мелешковка находится на расстоянии до 2-х км от сёл Пушкарщина, Червоная Слобода, Немудруи, Шаповалово и Белоярское.
По селу протекает пересыхающий ручей с запрудой.

## Объекты социальной сферы
- Дом культуры.